# Список правителей Испанской Гвинеи
Список европейских правителей (испанских и британских) колонии Испанской Гвинеи, расположенной на территории Экваториальной Гвинеи.

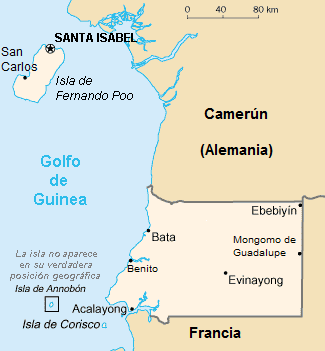
Карта Испанской Гвинеи

Герб Испанской Гвинеи

## Список
(Даты, выделенные курсивом, указывают на фактическое продолжение исполнения обязанностей)
| Начало правления                                                                                          | Конец правления                     | Правитель                                                             | Примечания                                                                       |
| --- | ----------------------------------- | --------------------------------------------------------------------- | -------------------------------------------------------------------------------- |
| Испанское владение Администрация Фернандо-По и Аннобона                                                   |                                     |                                                                       |                                                                                  |
| 24 октября 1778                                                                                           | 14 ноября 1778                      | Фелипе де лос Сантос Торо-и-Фрейре, граф де Архелехо, губернатор      |                                                                                  |
| 14 ноября 1778                                                                                            | 30 декабря 1781                     | Хоакин Примо де Ривера-и-Перес де Акаль, губернатор                   |                                                                                  |
| 30 декабря 1781                                                                                           | 27 октября 1827                     | вакантно                                                              |                                                                                  |
| Британское владение Британская оккупация Фернандо-По                                                      |                                     |                                                                       |                                                                                  |
| Суперинтенданты и губернаторы Фернандо-По (В 1849–1855 также британские консулы в заливе Биафра, Нигерия) |                                     |                                                                       |                                                                                  |
| 27 октября 1827                                                                                           | 4 апреля 1829                       | Уильям Фицуильям Оуэн, суперинтендант                                 |                                                                                  |
| 4 апреля 1829                                                                                             | 1830                                | Эдвард Николлс, суперинтендант                                        | Первый раз                                                                       |
| 1830 | 1831                                | Джон Бикрофт, исполняющий обязанности суперинтенданта                 | Первый раз                                                                       |
| 18 августа 1831                                                                                           | 1833                                | Эдвард Николлс, суперинтендант                                        | Второй раз                                                                       |
| 1833 | 10 июня 1854                        | Джон Бикрофт, суперинтендант                                          | Второй раз                                                                       |
| 10 июня 1854                                                                                              | 27 мая 1858                         | Джеймс В. Б. Линслагер, исполняющий обязанности суперинтенданта       |                                                                                  |
| Испанское владение Испанские территории в Гвинейском заливе                                               |                                     |                                                                       |                                                                                  |
| 27 мая 1858                                                                                               | 1 сентября 1859                     | Карлос де Чакон-и-Мичелена , губернатор                               |                                                                                  |
| 1 сентября 1859                                                                                           | 30 июня 1862                        | Хосе де ла Гандара-и-Наварро , губернатор                             |                                                                                  |
| 30 июня 1862                                                                                              | 1 августа 1865                      | Панталеон Лопес де ла Торре Айльон, губернатор                        |                                                                                  |
| 1 августа 1865                                                                                            | 31 августа 1865                     | Франсиско Осорио, исполняющий обязанности губернатора                 |                                                                                  |
| 31 августа 1865                                                                                           | 18 сентября 1865                    | Феликс Ресио, исполняющий обязанности губернатора                     | Первый раз                                                                       |
| 18 сентября 1865                                                                                          | 1 апреля 1868                       | Хосе Гомес де Барреда-и-Руис де Масмела, губернатор                   |                                                                                  |
| 1 апреля 1868                                                                                             | 9 августа 1868                      | Феликс Ресио, исполняющий обязанности губернатора                     | Второй раз                                                                       |
| 9 августа 1868                                                                                            | 18 июля 1869                        | Хоакин де Соуса-и-Гальярдо, губернатор                                |                                                                                  |
| 21 августа 1869                                                                                           | 11 сентября 1869                    | Клементе Рамос, исполняющий обязанности губернатора                   |                                                                                  |
| 11 сентября 1869                                                                                          | 21 января 1870                      | Мануэль Виаль, исполняющий обязанности губернатора                    | Первый раз                                                                       |
| 21 января 1870                                                                                            | 11 июня 1870                        | Сойло Санчес Оканья, губернатор                                       |                                                                                  |
| 11 июня 1870                                                                                              | 16 августа 1870                     | Мануэль Виаль, исполняющий обязанности губернатора                    | Второй раз                                                                       |
| 16 августа 1870                                                                                           | 14 февраля 1871                     | Фелипе С. Аргуэльес, исполняющий обязанности губернатора              | Первый раз                                                                       |
| 14 февраля 1871                                                                                           | 28 апреля 1871                      | Федерико Анрич Сантамария , губернатор                                |                                                                                  |
| 28 апреля 1871                                                                                            | 1 октября 1871                      | Фелипе С. Аргуэльес, исполняющий обязанности губернатора              | Второй раз                                                                       |
| 1 октября 1871                                                                                            | 23 июня 1872                        | Антонио Вивар, исполняющий обязанности губернатора                    |                                                                                  |
| 23 июня 1872                                                                                              | 5 декабря 1872                      | Педро Оса, исполняющий обязанности губернатора                        |                                                                                  |
| 5 декабря 1872                                                                                            | 22 ноября 1874                      | Игнасио Гарсия Тудела, губернатор                                     |                                                                                  |
| 22 ноября 1874                                                                                            | 22 января 1875                      | Хакобо Варела, исполняющий обязанности губернатора                    |                                                                                  |
| 22 января 1875                                                                                            | 13 февраля 1877                     | Диего Сантистебан-и-Чаморро, губернатор                               |                                                                                  |
| 13 февраля 1877                                                                                           | 1 февраля 1879                      | Алехандро Ариас Сальгадо, губернатор                                  |                                                                                  |
| 1 февраля 1879                                                                                            | 21 апреля 1879                      | Луис де ла Пила, исполняющий обязанности губернатора                  |                                                                                  |
| 21 апреля 1879                                                                                            | 20 июня 1879                        | Хуан Агилар, исполняющий обязанности губернатора                      |                                                                                  |
| 20 июня 1879                                                                                              | 24 июля 1879                        | Хосе Монтес де Ока-и-Асеньеро, исполняющий обязанности губернатора    | Первый раз                                                                       |
| 24 июля 1879                                                                                              | 3 сентября 1880                     | Энрике Сантало-и-Саенс де Техада, губернатор                          |                                                                                  |
| 3 сентября 1880                                                                                           | 24 января 1883                      | Хосе Монтес де Ока-и-Асеньеро, губернатор                             | Второй раз                                                                       |
| 24 января 1883                                                                                            | 25 января 1883                      | Франсиско Ромера, исполняющий обязанности губернатора                 |                                                                                  |
| 25 января 1883                                                                                            | 28 декабря 1884                     | Антонио Кано-и-Прието, губернатор                                     |                                                                                  |
| 28 декабря 1884                                                                                           | 28 января 1885                      | Вальдо Перес Коссио, исполняющий обязанности губернатора              |                                                                                  |
| 28 января 1885                                                                                            | 1 октября 1887                      | Хосе Монтес де Ока-и-Асеньеро, губернатор                             | Третий раз                                                                       |
| 1 октября 1887                                                                                            | 8 ноября 1887                       | Хуан де ла Роча, исполняющий обязанности губернатора                  |                                                                                  |
| 8 ноября 1887                                                                                             | 4 февраля 1888                      | Луис Наварро, губернатор                                              |                                                                                  |
| 4 февраля 1888                                                                                            | 20 апреля 1888                      | Хосе Мария Ибарра-и-Аутран, исполняющий обязанности губернатора       | Первый раз                                                                       |
| 20 апреля 1888                                                                                            | 21 апреля 1890                      | Антонио Морена Герра, губернатор                                      |                                                                                  |
| 21 апреля 1890                                                                                            | 4 ноября 1890                       | Хосе Мария Ибарра-и-Аутран, губернатор                                | Второй раз                                                                       |
| 4 ноября 1890                                                                                             | 22 декабря 1890                     | Хосе Гомес де Барреда, губернатор                                     |                                                                                  |
| 22 декабря 1890                                                                                           | 24 декабря 1891                     | Хосе де Барраса-и-Фернандес де Кастро, губернатор                     |                                                                                  |
| 24 декабря 1891                                                                                           | 10 апреля 1892                      | Антонио Мартинес, губернатор                                          |                                                                                  |
| 10 апреля 1892                                                                                            | 12 мая 1893                         | Эулохио Мерчан-и-Рико, губернатор                                     |                                                                                  |
| 12 мая 1893                                                                                               | 17 мая 1893                         | Дионисио Селли, исполняющий обязанности губернатора                   | Первый раз                                                                       |
| 17 мая 1893                                                                                               | 1 июня 1893                         | Пио Порсель, исполняющий обязанности губернатора                      |                                                                                  |
| 1 июня 1893                                                                                               | 29 июля 1893                        | Дионисио Селли, исполняющий обязанности губернатора                   | Второй раз                                                                       |
| 29 июля 1893                                                                                              | 16 февраля 1895                     | Хосе де ла Пуэнте-и-Бассаве , губернатор                              |                                                                                  |
| 16 февраля 1895                                                                                           | 21 июля 1895                        | Агустин Куэста, исполняющий обязанности губернатора                   |                                                                                  |
| 21 июля 1895                                                                                              | 19 мая 1897                         | Адольфо де Эспанья-и-Гомес де Умаран, губернатор                      |                                                                                  |
| 19 мая 1897                                                                                               | 19 июня 1897                        | Армандо Понтес, исполняющий обязанности губернатора                   |                                                                                  |
| 19 июня 1897                                                                                              | 21 июля 1897                        | Матео Мескида, исполняющий обязанности губернатора                    |                                                                                  |
| 21 июля 1897                                                                                              | 19 октября 1897                     | Мануэль Рико, губернатор                                              |                                                                                  |
| 19 октября 1897                                                                                           | 7 ноября 1899                       | Хосе Родригес де Вера, губернатор                                     |                                                                                  |
| 7 ноября 1899                                                                                             | 30 ноября 1899                      | Франсиско Гуарро, исполняющий обязанности губернатора                 |                                                                                  |
| 30 ноября 1899                                                                                            | 12 декабря 1899                     | Гильермо Лакаве, исполняющий обязанности губернатора                  |                                                                                  |
| 14 декабря 1899                                                                                           | 3 марта 1901                        | Франсиско де Паула Дуэньяс Мартинес , губернатор                      |                                                                                  |
| 3 марта 1901                                                                                              | 25 февраля 1905                     | es:José María Ibarra y AutránХосе Мария Ибарра-и-Аутран, губернатор   |                                                                                  |
| 25 февраля 1905                                                                                           | 26 марта 1906                       | Хосе Гомес де ла Серна, губернатор                                    |                                                                                  |
| 26 марта 1906                                                                                             | 20 сентября 1906                    | Диего Сааведра-и-Магдалена , губернатор                               | Первый раз                                                                       |
| 20 сентября 1906                                                                                          | 18 февраля 1907                     | Анхель Баррера-и-Луйяндо, губернатор                                  | Первый раз                                                                       |
| 18 февраля 1907                                                                                           | 17 августа 1908                     | Луис Рамос Искьердо-и-Вивар, губернатор                               |                                                                                  |
| 17 августа 1908                                                                                           | 30 сентября 1908                    | Луис Дабан, исполняющий обязанности губернатора                       |                                                                                  |
| 30 сентября 1908                                                                                          | 19 октября 1908                     | Диего Сааведра-и-Магдалена, исполняющий обязанности губернатора       | Второй раз                                                                       |
| 19 октября 1908                                                                                           | 10 сентября 1910                    | Хосе Сентаньо Анчорена, губернатор                                    |                                                                                  |
| 10 сентября 1910                                                                                          | 8 февраля 1924                      | Анхель Баррера-и-Луйяндо, губернатор                                  | Второй раз                                                                       |
| 8 февраля 1924                                                                                            | 8 февраля 1926                      | Карлос Товар де Ревилья, губернатор                                   |                                                                                  |
| 8 февраля 1926                                                                                            | 1 марта 1931                        | Мигель Нуньес де Прадо, губернатор                                    |                                                                                  |
| 1 января 1928                                                                                             | 14 августа de 1928                  | Адольфо Гарсия Амиливия, исполняющий обязанности губернатора          | От имени де Прадо                                                                |
| 2 августа 1930                                                                                            | 1 марта 1931                        | Хосе Домингес Манреса, исполняющий обязанности губернатора            | От имени де Прадо                                                                |
| 20 апреля 1931                                                                                            | 1 ноября 1931                       | Хосе Домингес Манреса, временно исполняющий обязанности губернатора   | Первый раз                                                                       |
| 1 ноября 1931                                                                                             | 14 ноября 1932                      | Густаво де Состоа-и-Стамер, губернатор                                |                                                                                  |
| 14 ноября 1931                                                                                            | 15 ноября 1932                      | Педро Агустин Гонсалес Ордоньес, исполняющий обязанности губернатора  |                                                                                  |
| 15 ноября 1932                                                                                            | 10 июля 1933                        | Хосе Домингес Манреса, временно исполняющий обязанности губернатора   | Второй раз                                                                       |
| 10 июля 1933                                                                                              | 1 сентября 1934                     | Эстанислао Льюэсма Гарсия, губернатор                                 |                                                                                  |
| 1 сентября 1934                                                                                           | 5 сентября 1935                     | Хосе Домингес Манреса, исполняющий обязанности губернатора            | Третий раз                                                                       |
| 5 сентября 1934                                                                                           | 10 декабря 1935                     | Анхель Мансанеке Фельтрер, губернатор                                 |                                                                                  |
| 15 июня 1935                                                                                              | 10 декабря 1935                     | Луис Серрано Маранхес, исполняющий обязанности губернатора            | От имени Фельтрера, первый раз                                                   |
| 10 декабря 1935                                                                                           | 25 сентября 1936                    | Луис Санчес Герра-и-Сайнс, губернатор                                 |                                                                                  |
| 15 сентября 1936                                                                                          | 25 сентября 1936                    | Эстанислао Льюэсма Гарсия, губернатор                                 | Назначен, но не вступил в должность                                              |
| 25 марта 1936                                                                                             | 12 апреля 1936                      | Карлос Васкес Руис, исполняющий обязанности губернатора               | От имени Герра-и-Сайнс                                                           |
| 25 сентября 1936                                                                                          | 1 января 1937                       | Луис Серрано Маранхес, исполняющий обязанности губернатора            | Мятежник, восстание в Фернандо-По 19 сентября 1936; второй раз                   |
| 25 сентября 1936                                                                                          | 14 октября 1936                     | Мигель Эрнандес Порсель, вице-губернатор                              | Республиканец, в ссылке в Рио Муни                                               |
| 12 декабря 1936                                                                                           | 14 декабря 1936                     | Карлос Васкес Руис, исполняющий обязанности губернатора               | От имени Серрано                                                                 |
| 1 января 1937                                                                                             | 15 декабря 1937                     | Мануэль де Мендивиль-и-Элио, губернатор                               |                                                                                  |
| 15 декабря 1937                                                                                           | 5 марта 1942                        | Хуан Фонтан Лобе, губернатор                                          |                                                                                  |
| 12 июня 1938                                                                                              | 21 сентября 1938                    | Нативидад Кальсада-и-Кастаньеда, исполняющий обязанности губернатора  | От имени Фонтана Лобе                                                            |
| 30 августа 1939                                                                                           | 15 декабря 1939                     | Виктор Суансес Диас дель Рио, исполняющий обязанности губернатора     | От имени Фонтана Лобе                                                            |
| 22 августа 1940                                                                                           | 16 сентября 1940                    | Фернандо Гонсалес Лавин, исполняющий обязанности губернатора          | От имени Фонтана Лобе                                                            |
| 16 сентября 1940                                                                                          | 17 мая 1941                         | Виктор Суансес Диас дель Рио, исполняющий обязанности губернатора     | От имени Фонтана Лобе                                                            |
| 14 августа 1941                                                                                           | 13 октября 1941                     | Педро Кано Мануэль Аубареде, исполняющий обязанности губернатора      | От имени Фонтана Лобе                                                            |
| 13 октября 1941                                                                                           | 5 марта 1942                        | Хосе Луис Соралусе Ирасторса, исполняющий обязанности губернатора     | От имени Фонтана Лобе                                                            |
| 5 марта 1942                                                                                              | 12 февраля 1944                     | Мариано Алонсо Алонсо, губернатор                                     |                                                                                  |
| 18 октября 1943                                                                                           | 12 февраля 1944                     | Руфино Перес Барруэко, исполняющий обязанности губернатора            | От имени Алонсо                                                                  |
| 12 февраля 1944                                                                                           | 6 марта 1949                        | Хуан Мария Бонельи Рубио, губернатор                                  |                                                                                  |
| 13 сентября 1944                                                                                          | 2 марта 1945                        | Хоакин Босч де ла Баррера, исполняющий обязанности губернатора        | От имени Бонельи                                                                 |
| 9 августа 1946                                                                                            | 22 февраля 1947                     | Хоакин Босч де ла Баррера, исполняющий обязанности губернатора        | От имени Бонельи                                                                 |
| 12 апреля 1948                                                                                            | 8 августа 1948                      | Карлос Родригес Солано-и-Дуэньяс, исполняющий обязанности губернатора | От имени Бонельи                                                                 |
| 6 марта 1949                                                                                              | апрель 1949                         | Педро Грахера Торрес, исполняющий обязанности губернатора             |                                                                                  |
| апрель 1949                                                                                               | 21 февраля 1962                     | Фаустино Руис Гонсалес, губернатор                                    |                                                                                  |
| ноябрь 1953                                                                                               | 1954                                | Эрменехильдо Альтосано Мораледа, исполняющий обязанности губернатора  | От имени Руиса Гонсалес                                                          |
| 21 февраля 1962                                                                                           | 1 января 1964                       | Франсиско Нуньес Родригес, губернатор                                 | Был проведён референдум 15 декабря 1963 года, на котором была признана автономия |
| 1 января 1964                                                                                             | Автономия Экваториальная Гвинея     | Автономия Экваториальная Гвинея                                       | Автономия Экваториальная Гвинея                                                  |
| 1 января 1964                                                                                             | 10 марта 1964                       | Франсиско Нуньес Родригес , губернатор                                |                                                                                  |
| 10 марта 1964                                                                                             | июль 1964                           | Педро Латорре Алькубьерре, губернатор                                 |                                                                                  |
| июль 1964                                                                                                 | август 1966                         | Педро Латорре Алькубьерре, верховный комиссар                         |                                                                                  |
| август 1966                                                                                               | 12 октября 1968                     | Виктор Суансес Диас дель Рио, верховный комиссар                      |                                                                                  |
| 12 октября 1968                                                                                           | Независимость Экваториальной Гвинеи | Независимость Экваториальной Гвинеи                                   | Независимость Экваториальной Гвинеи                                              |